# Nur-Adad
Nur-Adad va ser el vuitè rei de Larsa. Sembla que va accedir al tron en un moment de conflictes deguts a la fam per les males collites. Segurament que no era amorrita com els seus antecessors, i el seu nom és accadi. Va regnar aproximadament del 1801 aC al 1785 aC segons la cronologia curta o bé del 1865 aC al 1850 aC, segons altres fonts. Algunes inscripcions insinuen que podria ser originari de Lagaix.
Nur-Adad i els seus successors van utilitzar el títol de "Rei de Larsa" mai el de "Rei d'Ur", com els seus antecessors, encara que s'anomenava "proveïdor d'Ur". Alguns autors pensen que Nur-Adad va voler distanciar-se del seu antecessor Sumuel, que reivindicava sobretot el títol de "Rei d'Ur", perquè sembla que al final del seu regnat s'havia tornat impopular per les mancances d'aliment al país. Nur-Adad va convertir Larsa en la capital del país, on va construir el palau reial. També va reconstruir la ciutat d'Èridu, i diversos temples a Ur, ciutat sobre la que va exercir un estricte control. Figura a la Llista Reial de Larsa que diu que va ser succeït pel seu fill Sin-Iddinam. Va ser contemporani del rei Sumulael de Babilònia.